# آبدزدک چینی
آبدزدک چینی (نام علمی: Gryllotalpa chinensis) نام یک گونه از سرده آبدزدک‌ها از خانواده آبدزدکان است.